# Étienne d'Algay de Martignac
Étienne d'Algay de Martignac, né en 1620 à Brive et mort en 1698 à Paris, est un littérateur et traducteur français.

## Biographie
D'une ancienne famille de magistrats du Limousin, il se rendit tôt à la cour, vécut dans l'entourage du duc Gaston d'Orléans, puis s'adonna à des travaux littéraires. Il fut académicien et traduisit de nombreux auteurs latins.
Il traduit trois comédies de Térence (L'Eunuque, Heautontimoroumenos et Hecyra), les Œuvres d'Horace et de Virgile, Les Satires de Perse, Les Satires de Juvénal, ainsi qu'une traduction de l'ouvrage L'Imitation de Jésus-Christ, qui fit l'objet d'une dizaine d'éditions en quelques années, et des Œuvres d'Ovide.

## Œuvres
Étienne d’Algay de Martignac a traduit en français : Les trois Comédies de Terence, omises par MM. de Port Royal (l’Eunuque, l’Heautontimorumenos et l’Hécyre), Paris, 1673, in-12 ; — Les Œuvres d’Horace, ibid., 1678, 2 vol. in-12 ; de Virgile, ibid., 1681, 3 vol. in-12. — Les Satyres de Perse et de Juvénal, ibid., 1682, in- 12. — Les Poésies d’Ovide, Lyon, 1697, 9 vol. in-12. Les traductions d’Horace et de Virgile ont été réimprimées plusieurs fois ; celle d’Ovide a été longtemps recherchée, parce qu’elle était la seule complète. Elles sont supérieures à celles de Marolles ; mais c’est le seul éloge qu’on en puisse faire (Bibl. franc. de Goujet, t. IV, p. 418). Il a encore donné en 1685, une traduction de l’Imitation de Jésus-Christ dont il s’est fait douze à quinze éditions, dans l’espace de quelques années, et qui est aujourd’hui complètement oubliée ; tant il est vrai que c’est le style qui peut seul faire vivre, surtout la traduction d’un livre si concis et si vif, et en même temps si plein de douceur et d’onction : il en avait commencé une de la Bible ; mais on ne doit pas regretter qu’il ne l’ait point achevée.
Il a publié :
- Mémoires contenant ce qui s’est passé en France de plus considérable depuis 1608 jusqu’à 1636, Amsterdam, Moetjens,1683,in-12; Paris, 1684 ou 1685, même format ; insérés dans les Mémoires particuliers pour servir à l’histoire de France, etc., Paris, 1756, 4 vol. in-12. Cet ouvrage curieux est connu aussi sous le nom de Mémoires de Gaston, duc d’Orléans. Les matériaux en avaient été fournis à Martignac, non par ce prince, comme on l’a répété souvent et sans preuve, mais par un des officiers de sa suite, qui y parle quelquefois à la première personne, et comme témoin oculaire des faits qu’il rapporte.

On connaît encore de Martignac :
- Journal chrétien sur divers sujets de piété tirés des SS. Pères, Paris, 1685, in-4°. Cet ouvrage périodique ne s’est soutenu que pendant quelques mois, depuis le 7 avril jusqu’au 16 juin suivant.
- Entretiens sur les anciens auteurs, contenant leurs vies et le jugement de leurs ouvrages, ibid., 1696 ou 1697, in-12. Martignac y a inséré quelques imitations d’Horace, peu faites pour donner une haute idée de son talent pour la poésie.
- Éloges historiques des évêques et archevêques de Paris, etc., ibid., 1698, gr. in-4°, avec des portraits par Duflos. Ce volume contient les éloges de Pierre, Henri et Jean-François de Gondi, du cardinal de Retz, de Hardouin de Péréfixe et de François de Harlay, qui se sont succédé sur le siège de Paris, dans le cours du dix-septième siècle.
- Mémoires particuliers pour servire à l'histoire de France sous ... Henri III, Henry IV, sous la regnce de Marie de Med. & sous Louis XIII.

### Sources
- « Martignac (Etienne Algay de) », dans Pierre Larousse, Grand dictionnaire universel du XIXe siècle, Paris, Administration du grand dictionnaire universel, 15 vol., 1863-1890 [détail des éditions].